# فاولكس (باد كاليه)
فاولكس، باد كاليه (بالفرنسية: Vaulx, Pas-de-Calais)‏ هي بلدية تقع في إقليم باد كاليه من منطقة نور با دو كاليه في شمال فرنسا. تبلغ مساحة هذه المدينة 4.92 (كم²)، وترتفع عن سطح البحر 93 م، يبلغ عدد سكانها 92 نسمة حسب إحصاء المعهد الوطني للإحصاء والدراسات الاقتصادية سنة 2009 م. وترأس Claude Bruhier البلدية خلال فترة (2008-2014).